# Talisco

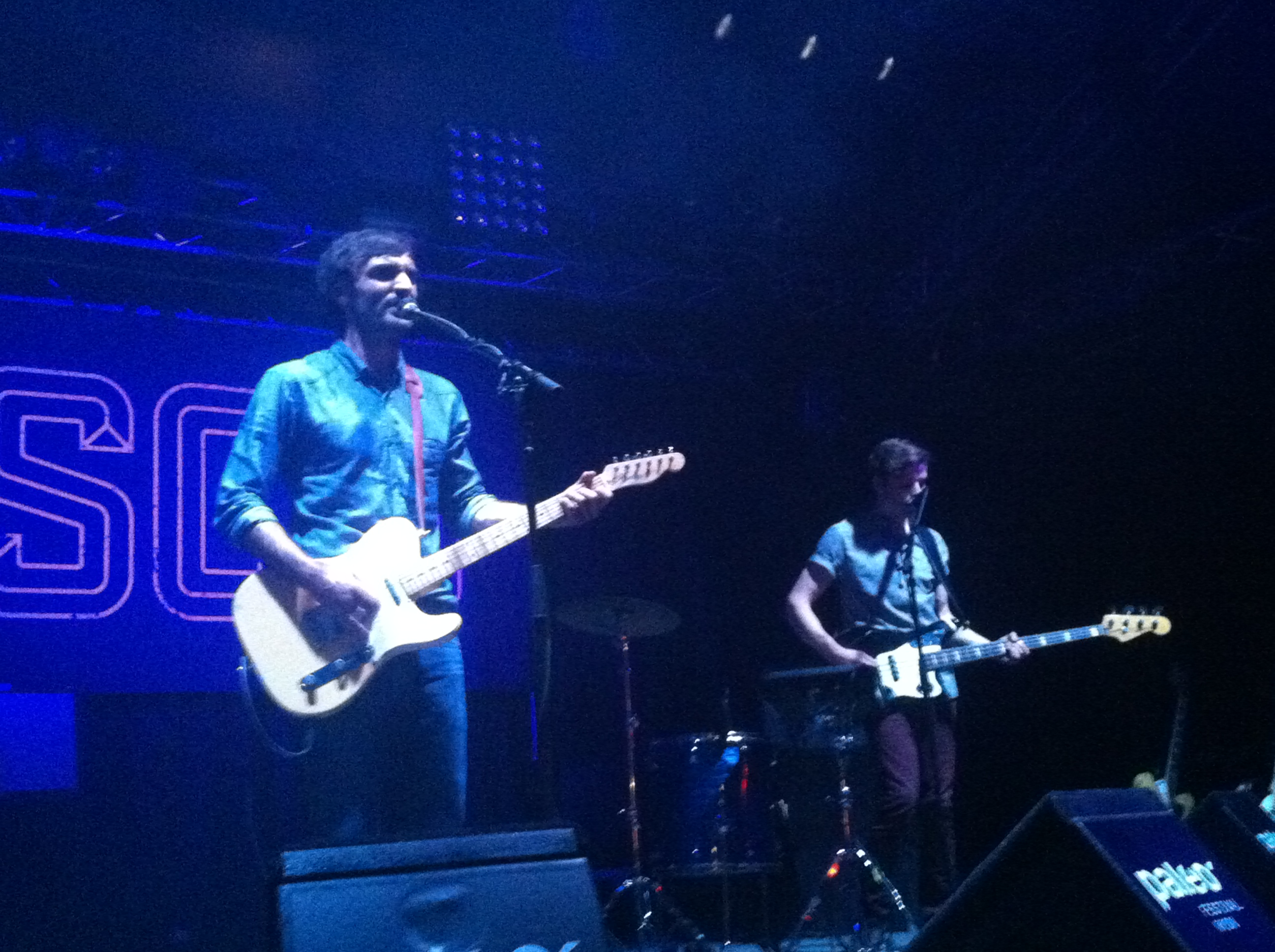
Paleo Festival (2014)

Jérôme Amandi (* in Bordeaux), bekannt als Talisco (Eigenschreibweise TALISCO), ist ein französischer Musiker.

## Leben
Jérôme Amandi wurde in Bordeaux geboren und begann im Alter von vier Jahren, Musik zu machen. Nach eigener Aussage schrieb er seinen ersten Song mit 13 Jahren und lebte zeitweise in Kanada und Spanien, bevor er sich in der Hauptstadt Paris niederließ. Sein erstes Album veröffentlichte er im Jahr 2014, es wurde dem Genre Electro-Folk zugeordnet und als „träumerische Reise durch Liebe, Fernweh und Melancholie“ beschrieben. Das Musikvideo zu Run ist als eine Art Kurzfilm konzipiert, der drei Titel enthält und zehn Minuten läuft. Es wurde in die Staff Picks von Vimeo gewählt. Musik von Jérôme Amandi erschien zuerst unter dem französischen Independent-Label Roy Music, später auch bei Virgin Records. Jérôme Amandi gehörte zu den ersten Künstlern des Labels in Deutschland. Im deutschen Raum tritt der Musiker auf mehreren überregional bekannten Festivals auf, unter anderem dem Energy In The Park in München sowie dem Hamburger Reeperbahn Festival.

## Diskografie
Alben
- My Home (EP, 2013)
- Run (2014)
- Capitol Vision (2017)
- Kings & Fools (2019)

Lieder
- Your Wish (2014)
- The Keys (2015)

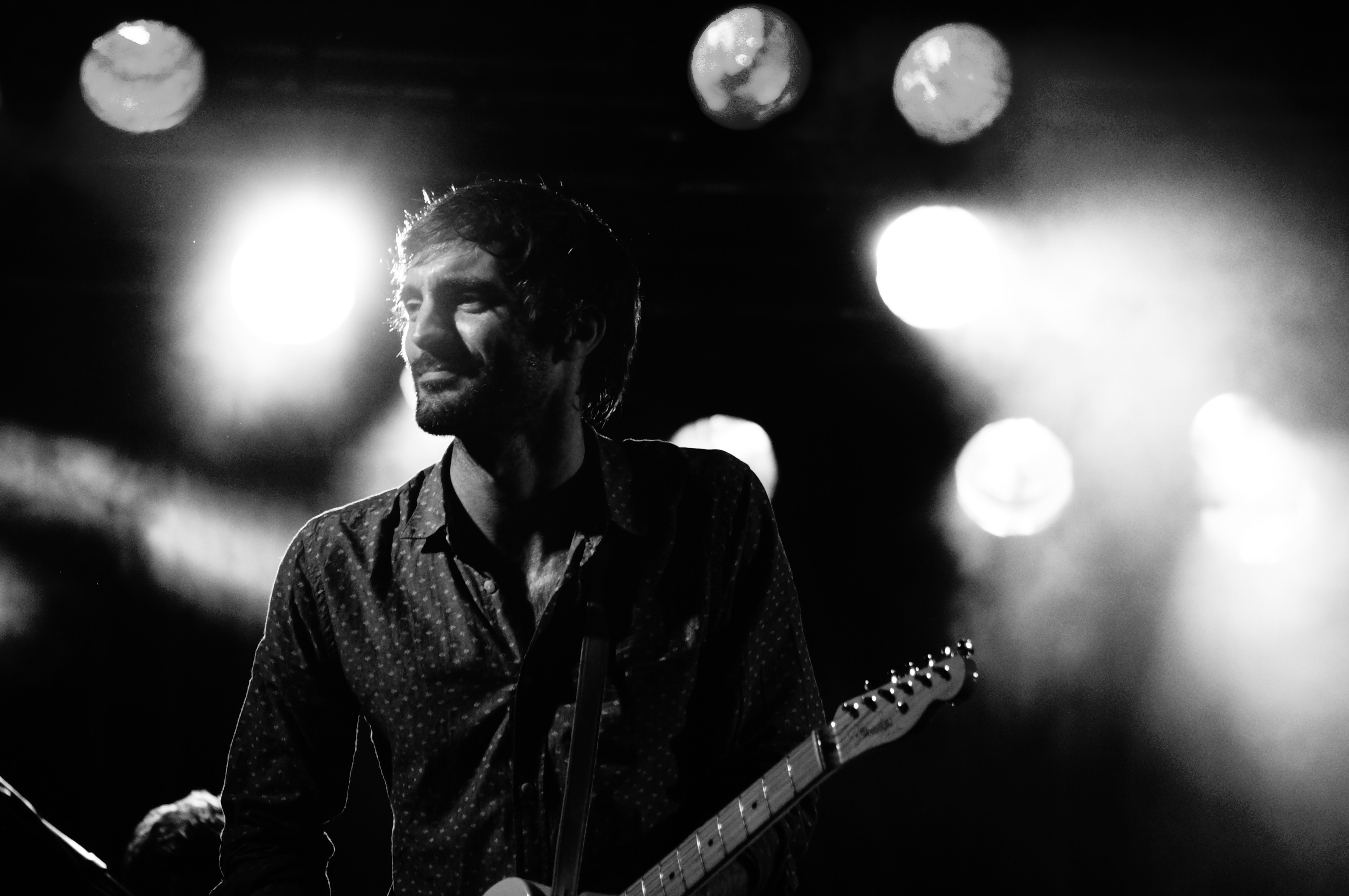
Talisco (Juli 2014)

- Stay (Before the Picture Fades) (2017)